# Bergenfield
Bergenfield é um distrito localizado no estado americano de Nova Jérsei, no Condado de Bergen.

## Demografia
Segundo o censo americano de 2000, a sua população era de 26.247 habitantes. 
Em 2006, foi estimada uma população de 26.194, um decréscimo de 53 (-0.2%).

## Geografia
De acordo com o United States Census Bureau tem uma área de 
7,5 km², dos quais 7,5 km² cobertos por terra e 0,0 km² cobertos por água.

## Localidades na vizinhança
O diagrama seguinte representa as localidades num raio de 4 km ao redor de Bergenfield. 